# Cerinthe major
Cerinthe major
Espèce
Synonymes
- Ceranthe acuta       (Moench) Opiz
- Cerinthe acuta       Moench
- Cerinthe alpina      Vis.
- Cerinthe aperta      Lojac.
- Cerinthe aperta      Clairv.
- Cerinthe aspera      Roth
- Cerinthe glabra subsp. longiflora  (Viv.) Kerguélen
- Cerinthe glauca                    Moench
- Cerinthe gymnandra                   Gasp.
- Cerinthe gymnandra                 Tod. ex Lojac.
- Cerinthe gymnandra var. quichiotis Carrasco
- Cerinthe longiflora                Viv.
- Cerinthe major var. elegans        Fiori
- Cerinthe major subsp. elegans      (Fiori) Giardina & Raimondo
- Cerinthe major f. pseudopallida    Pamp.
- Cerinthe major f. pseudosemipurpurea Pamp.
- Cerinthe strigosa           Rchb.
- Cerinthe versicolor         Hallier ex Steud.

Cerinthe major, appelée grand mélinet  est une espèce de plante à fleurs annuelle du genre Cerinthe, originaire de la région méditerranéenne. Le genre Cerinthe appartient à la tribu Lithospermeae dans la sous-famille Boraginoideae au sein de la famille Boraginaceae . Les jardiniers ont le choix parmi une gamme de cultivars allant de l'espèce Cerinthe major, avec des bractées vert d'eau et des fleurs jaunes, à la sous-espèce Cerinthe major subsp. purpurascens avec des bractées bleues et des fleurs violettes.

## Sous-espèces
Les sous-espèces suivantes sont actuellement acceptées sur POWO (Plants of the World Online) :
- Cerinthe major subsp. major
- Cerinthe major subsp. oranensis (Batt.) Selvi et L.Cecchi
- Cerinthe major subsp. purpurascens (Boiss.) Selvi & L.Cecchi

Sur Flore méditerranéenne et sur le site Tela Botanica , il est fait référence à une autre sous-espèce.
- Cerinthe major subsp.  gymnandra (Gasp.) Rouy

### Galerie
|                                                                            |
| Synonyme (ou sous-espèce) Cerinthemajor subsp. gymnandra à fleurs blanches |

|           |
| Au jardin |

|                  |
| Détail de fleurs |

|                        |
| Illustration botanique |

|                                       |
| Cerinthe major sur Junas (30) 06/2020 |

|                                            |
| Cerinthe major sur Beauvoisin (30) 03/2021 |

|                                          |
| Cerinthe major (bouton floral) - 03/2021 |

|                                                       |
| Grand mélinet - Cerinthe major - Formation des fruits |

|                                              |
| Grand mélinet - Cerinthe major - Les graines |